# Książę przypływów (film)
Książę przypływów (ang. The Prince of Tides) – amerykański melodramat z 1991 roku w reżyserii Barbry Streisand. Adaptacja powieści pod tym samym tytułem autorstwa Pata Conroya. Zdjęcia kręcono w Nowym Jorku i Karolinie Południowej.

## Opis fabuły
Tom Wingo (Nick Nolte), nauczyciel i trener z Południowej Karoliny, przyjeżdża do Nowego Jorku. Jest na zakręcie życiowym, opuszcza go żona. Jego siostra Savannah (Melinda Dillon) ma za sobą kolejną próbę samobójczą i znajduje się w szpitalu psychiatrycznym pod opieką doktor Susan Lowenstein (Barbra Streisand). Kuracja siostry wymaga cofnięcia się w czasie aż do czasów dzieciństwa, aby odsłonić ponure tajemnice rodzinne, w czym mają pomóc wspomnienia Toma. Po pewnym czasie relacja pomiędzy panią doktor a Tomem przekracza relacje medyczne.

## Obsada
- Barbra Streisand – Susan Lowenstein
- Nick Nolte – Tom Wingo
- Blythe Danner – Sallie Wingo
- Kate Nelligan – Lila Wingo Newbury
- Jeroen Krabbé – Herbert Woodruff
- Melinda Dillon – Savannah Wingo
- George Carlin – Eddie Detreville
- Jason Gould – Bernard Woodruff

## Nagrody i wyróżnienia
Oscary za rok 1991
- Najlepszy film – Barbra Streisand, Andrew S. Karsch (nominacja)
- Najlepszy scenariusz adaptowany – Pat Conroy, Becky Johnston (nominacja)
- Najlepsze zdjęcia – Stephen Goldblatt (nominacja)
- Najlepsza scenografia i dekoracje wnętrz – Paul Sylbert, Caryl Heller (nominacja)
- Najlepsza muzyka – James Newton Howard (nominacja)
- Najlepszy aktor – Nick Nolte (nominacja)
- Najlepsza aktorka drugoplanowa – Kate Nelligan (nominacja)

Złote Globy 1991
- Najlepszy aktor dramatyczny – Nick Nolte
- Najlepszy dramat (nominacja)
- Najlepsza reżyseria – Barbra Streisand (nominacja)